# Role&Roll
『Role&Roll』（ロールアンドロール）は、新紀元社から発行されているテーブルトークRPG（TRPG）専門のゲーム雑誌である。2003年6月に創刊。当初は隔月刊であったが第7号より月刊化した。225号より再び隔月刊になっている。編集はアークライトが担当している。

## 概要
TRPG冬の時代を超えた新しい時代のTRPG総合雑誌を目指して創刊された雑誌。
TRPG雑誌は1990年代前半までは多数の出版社から発行されていたのだが、1990年代後半の「TRPG冬の時代」に入ってTRPGの出版点数が減少すると、それに比例するように多くの雑誌が休刊してしまった。21世紀に入るとTRPGの出版点数は復調していったが、TRPGを扱う雑誌は特定ゲームメーカーの会報誌しか存在せず、多くのゲームがユーザーサポートをインターネットに頼っている状態になっていた。
そんな状況の中で、「一般書店でも購入できるTRPGの総合情報誌」として2003年に創刊されたのが『Role&Roll』である（なお、正確には雑誌ではなく定期刊行の書籍である）。
表紙イラストは創刊号から緒方剛志が担当しており、その号の特集記事に関係したテーマを毎号描いている。

## 主な記事
新作情報
メーカーを問わない立場での新作情報を掲載。
ゲームサポート
毎号、発売されているゲームの中から何タイトルかをピックアップして詳細なゲーム紹介記事やサプリメント的なサポート記事を載せている。この時、他社の雑誌でサポート記事の連載を一つも持っていないゲームについて優先的に記事が書かれる傾向にある。記事が連載されるゲームもあれば、掲載が一回きりのゲームもある。
リプレイ
『Role&Roll』はリプレイ記事がとても多い雑誌としても知られている。数多くのゲームタイトルに対して積極的にリプレイ記事が毎号複数掲載されており、それらは単行本化されないものも多い。
ボードゲーム関係
『Role&Roll』はTRPG雑誌ではあるが、ボードゲームやカードゲームの紹介に非常に力を入れている雑誌でもある。
「ボードゲームジャンクション」を第14号からスタート、4ページにわたって遊んだ様子を掲載する「ボードゲームリプレイ」（著者は103号までは秋口ぎぐる、105号から柘植めぐみが担当）1ページにわたって注目の新作を紹介する「今月のクローズアップ」見開きの2ページを使っていくつかの作品を紹介する「トピックス」複雑なものが苦手な人向けにシンプルでわかりやすく奥深いものを紹介する「ウニ頭にもできるもん!」（164号まで）ゲームデザイナーならではの目線でシンプルから重量級まで幅広く紹介する「こじらせオタクのゲーム論」（166号から）などの記事がある  50号まではすべてが毎号掲載されていたが、51号からはリプレイは奇数号のみで、それ以外は偶数号のみとなった。
編集部の方針変更に伴い、224号からはボードゲーム関係の記事は掲載されていなかったが、234号から坂本犬之介を座長としたボードゲームリプレイ記事「ゲーム萬遊座」がスタート。装いも新たに10ページ以上にわたるリプレイの様子が掲載されている。
コラム
業界人によるコラムが豊富で、安田均や鈴木銀一郎などの業界の重鎮の連載もあり単行本化されたものもある。
レビューコミック
緑一色作画によるゲームプレイレポートコミック「スピタのコピタの！」が創刊号から続いている。

## 別冊 Lead&Read
2008年2月より姉妹誌・別冊として『Role&Roll Extra Lead&Read』が刊行されている。本誌と同様のB5判型だが、リプレイやコミックといった読み物により特化した内容である。

## サポートする・されたTRPG
- アルシャードガイア
- 異界戦記カオスフレア ※
- 異能使い
- ヴァンパイアハントRPG ブラッド・クルセイド ※
- ウィザードリィRPG
- ウォーハンマーRPG（第2版）
- エリュシオンRPG ※
- エンドブレイカー!RPG ※
- ガープス (GURPS)
  - ガープス・ユエル
- 駆け出しアイドルRPG　ビギニングアイドル ※
- 神我狩 ※
- 艦隊これくしょんRPG -艦これRPG-
- ガンドッグ ※
- 巨神戦記ギガントマキア
- グローリアス・サーガ
- ゴーストハンターRPG （第2版、『ゴーストハンターRPG 02』）
- クトゥルフ神話TRPG ※
  - コール オブ クトゥルフ d20
- ゲヘナ
  - ゲヘナ アナスタシス
- 現代忍術バトルRPG シノビガミ -忍神- ※
- ご近所メルヒェンRPG ピーカーブー ※
- サタスペ
- サヴェッジ・サイエンス
- シャドウラン（第4版）
- 上海退魔行
- シルバーレインRPG
- 深淵（第2版）
- 真・女神転生TRPG
  - 真・女神転生IIITRPG
  - 真・女神転生TRPG 魔都東京200X
- スクラップド・プリンセスRPG
- ストームブリンガー
- セイクリッド・ドラグーン
- ソード・ワールドRPG
- ソード・ワールド2.0
- ダークブレイズ
- 大帝の剣RPG ※
- 超次元カードバトルRPG カードランカー ※
- 墜落世界
- デモンパラサイト ※
- トーキョーN◎VA
- トラベラー
- トンネルズ&トロールズ（第7版） ※
- 秘神大作戦
- 扶桑武侠傳 ※
- ホラーアクションRPG ハンターズ・ムーン ※
- 魔道書大戦RPG マギカロギア ※
- 無限のファンタジア ※
- 迷宮キングダム
- リアリティショーRPG キルデスビジネス ※
- ローズ・トゥ・ロード
- 六門世界RPG
- ワールド・オブ・ダークネス ※

※印のついているものは『ロール&ロールRPGシリーズ』として発売されているもの。このシリーズの作品はゲームサポートが優先的に行われる傾向にある。